# Dysstroma rufescens
Dysstroma rufescens är en fjärilsart som beskrevs av Louis Beethoven Prout 1941. Dysstroma rufescens ingår i släktet Dysstroma och familjen mätare. Inga underarter finns listade i Catalogue of Life.